# کوسه شکاری درازنوک
کوسه شکاری درازنوک (نام علمی: Iago garricki) نام یک گونه از راسته زمین‌کوسه‌سانان است.